# Озерки (селище, Нюксенський район)
Озерки́ (рос. Озерки) — селище у складі Нюксенського району Вологодської області, Росія. Входить до складу Нюксенського сільського поселення.

## Населення
Населення — 101 особа (2010; 170 у 2002).
Національний склад (станом на 2002 рік):
- росіяни — 97 %